# Racer fra Forgotten Realms
Forgotten Realms er det officielle spilunivers for rollespillet Dungeons and Dragons og er befolket af et utal af forskellige racer. Mange af racerne deler spiluniverset med grundreglerne for D&D, og de har i reglen de samme karakteristika, men Forgotten Realms rummer også mange racer som er unikke for dette univers, blandt andet Solelvere, Måneelvere, Genasi og Kir-lanan.
De fleste eventyr i Forgotten Realms foregår på Faerûn, et superkontinent på planeten Abeir-Toril. Faerûn er udover mennesker befolket med mange andre væsner, ofte kaldet "racer". De menneskelignenede racer, de såkaldte demihumans, omfatter dværge, elvere, halflings og gnomer. Hertil er der et utal af humanoide væsner, blandt andet gobliner, orker, trolde og kæmper, mange slags fabeldyr, uhyrer, monstre og drager. Næsten alle civiliserede områder befolkes hovedsageligt af de menneskelignenede racer, og her tales som regel sproget Common. De fleste racer har herudover deres eget sprog.
Normalt er kun de menneskelignende racer tilgængelige som spilkarakterer, men nogle ekstra Forgotten Realms udgivelser udvider mulighederne, herunder "Races of Faerûn" (2003) og "Forgotten Realms Player's Guide" (2008).

## Dværge
Dværgene i Forgotten Realms har en lang, storslået og kompliceret historie bag sig og i dag er der fire underarter; de nordlige dværge, de sydlige dværge, grå dværge og vilde dværge. I de allernordligste egne af Faerûn, The Great Glacier, findes arktiske dværge (Inugaakalikurit), men de er ikke fundet andre steder og det vides ikke om de overhovedet er en underart af dværge. Både de grå dværge (duergar) og de vilde dværge lever skjult og adskilt fra overfladens riger og er ukendte af de fleste andre racer. De nordlige dværge, også kaldet "skjolddværge", og de sydlige dværge, også kendt som "gulddværge", er også på retræte fra verden, men er mere talrige. Skjolddværge er de eneste der lever blandt mennesker og andre racer, og de kan træffes de fleste steder i Toril.
Dværge fødte oprindeligt kun få børn og med lang tids mellemrum. Koblet med deres tilbagegang og isolationistiske væremåde, har det bevirket at dværgene var ved at forsvinde fra verden. For et halvt århundrede siden - mere præcist i Year of Thunder 1306 DR -, besluttede dværgguden Moradin derfor at der skulle gøres noget. Løsningen blev Thunder Blessing, hvorved dværgene føder flere tvillinger. Det har blandt andet gjort at flere dværgsamfund nu er blevet overbefolket og nogle af den unge generation (torden børnene) har følt sig nødsaget til at drage ud i verden.

### Gold dwarf
Gulddværge er langt fra så udbredte som skjolddværgene og holder fortrinsvist til nær Great Rift i Shaar. Her graver de miner, bygger underjordiske byer og udvinder ædelsten og brugbare metaller. De fleste gulddværge bærer masser af guld og bronze som en del af deres almindelige dagligdags beklædning. Gulddværge er kendte for at være snu handelsfolk og særligt gæve krigere. De er mere udholdende, men knapt så adrætte som andre dværge, og så er de uddannet til at bekæmpe monstre og uhyrer som findes i Underdark. Den gennemsnitlige gulddværg er lidt mindre end deres skjolddværge slægtninger, kun omkring fire fod høj, men så tunge som et fuldvoksent menneske. De adskiller sig fra andre dværge med deres gyldent-brune eller mørkebrune hud, men som andre dværge, har de typisk nøddebrune øjne, dog har nogle få grønne øjne. Håret er sort, gråt eller brunt, og falmer med alderen til lysegråt. Skægget bliver omhyggeligt plejet og lades gro langt.
Gulddværge er de mest stolte og stædige af alle dværgene og de har svært ved at tilgive eller glemme fornærmelser. Deres traditioner holdes i hævd af de magtfulde Loremasters, en gruppe ældste som instruerer gulddværgene i hvordan de skal leve og vedligeholde deres kultur og især hvem de skal hade og foragte. Gulddværgene betragter sig selv som det ældste og mest vise folk i hele Faerûn, selv de andre dværgracer ser de ned på. Gnomer kan de dog godt tolerere og mange klaner bruger gnomer til det hårde arbejde, gensidig respekt og ligeværd føler gulddværgene dog ikke for dem. Gulddværge går meget op i deres klaner og hvem de gifter sig med, blandt andet af den grund får de færre børn end selv skjolddværgene.

### Shield dwarf
Skjolddværge er de mest almindelige og udbredte af dværgene og findes fortrinsvist i de nordlige og vestlige egne af Faerûn. Engang var de herskere af mægtige riger over alt i Faerûn, nu er de formindsket efter århundreders krig med deres ærkefjender orker, gobliner, trolde og kæmper. Citadellet Adbar i Silver Marshes er i dag den største og mest berømte højborg for skjolddværgene, men i fordums tid havde de meget større og imponerende byer. Skjolddværge er i gennemsnit en halv fod højere end gulddværge men vejer godt det samme, kvinderne er lidt kortere og knapt så kraftige som mændene. De har en lys hudfarve - mange af overfladens beboere ville nok opfatte den som "bleg" - og øjnene er som regel sølvblå eller grønne, dog har nogle nøddebrun iris, som det kendes fra andre dværgracer. Håret, som altid er langt, har blond, brun eller rødlig farve, og det bliver hvidt eller gråt med alderen.
Skjolddværgene i Faurûn har gennem tiden delt sig i to åndsretninger; én ved navn the Hidden (de skjulte) som foretrækker en isolationspolitik over for andre racer, og Wanderers (de vandrende) som er mere eventyrlystne og åbne. De Skjulte søger tilflugt i bjergrige egne, hvor de med alle midler forsøger at klare sig selv og holder sig helst fra andre racer, inklusiv andre dværgracer. Disse dværge er typiske bjerg dværge (Mountain Dwarves) som beskrevet i D&D reglerne. De Vandrende har derimod slået sig ned blandt menneskene, og af alle dværge, har de lettest ved at omgås andre, endda også elvere og halv-orker, men selv De Vandrende er stadig ret mistroiske, utilgivende og helt utroligt stædige. Skjolddværge er åbenlyst afvisende over for magi, men nogle få af dem studerer og bruger det alligevel, og som race er de alle indirekte afhængige af magi til forsvaret af deres hjemlande.

## Elvere
Elvere (Elf, Elves) er en slank og atletisk race, de fleste en smule mindre end mennesker. De modnes også i nogenlunde samme takt som mennesker, selvom de normalt betragtet ikke er forbi ungdomsårene før de når 110 års alderen. I modsætning til mennesker, ændrer elveres udseende sig ikke dramatisk med alderen, dog kan håret blive mørkere eller gråt med tiden. De fleste elvere forbliver sunde og fulde af liv indtil deres død, hvilket aldersmæssigt indtræffer efter to til ni århundreder. I Forgotten Realms er Måneelver den mest oplagte type for spilkarakterer blandt alle elverracerne. (se også elverfolk.)
Elverne i Forgotten Realms adskiller sig en smule fra elvere i andre spiluniverser ved at have flere underarter som ikke findes andre steder. Elverne i Forgotten Realms opfatter dog sig selv som ét folk, Tel'Quessir, eller "folket", mens alle andre racer betegnes N'Tel'Quess, såkaldte "ikke-folk". Elverne var blandt de første racer i Toril og havde storslåede og højt kultiverede riger da mennesket levede i huler og knapt kunne tale. Med menneskets udvikling og udbredelse, er elvernes kultur blevet trængt og de har i stigende grad trukket sig tilbage fra Faerûn og rejst til de sagnomspundne Evermeet øer over havet langt mod vest. Dog søger de underjordiske og onde Drow tilflugt i Underdark.
Eladrin er en race som er i nær familie med elverne og de hører hjemme i det såkaldte Feywild, en mytisk dimension bag Faerûn og virkelighedens verden. Da Spellplague rammer Toril, bringes Feywild tættere på virkeligheden og eladrins kommer i kontakt med verden. Selvom der er forskelle, bruges betegnelserne 'Eladrin' og 'Elver' i flæng, og i Forgotten Realms betragtes Eladrin som synonymt med måneelvere og solelvere.

### Avariel
Avariel (muligt afledt af det latinske avis; fugl), også kendt som "det bevingede folk" (Aril'Tel'Quessir), var blandt de første af elver-racerne der ankom til Faerûn, men en konflikt med drager udslettede dem næsten, og de er i dag de mest sjældne blandt alle elverne i Faerûn. Mange anser dem endda blot for at være myter eller legender. Avariel er mere skrøbelige end deres jordbundne fætre, med hule knogler så de kan flyve. De har bleg hud, ofte porcelænshvid, og vingerne er som regel hvide, men kan også være sorte, brune eller spættede. Øjnene er lidt større end hos andre elvere, og varierer i farve fra strålende blå toner til grøn eller lilla. Håret er normalt sølv-hvidt eller sort. Avariel-samfund er opdelt i to grupper, som eksisterer fredeligt side om side og med hver sine funktioner. Den ene gruppe består af krigere, oplært til kamp og strategi, og de styrer samfundet på lige fod med religiøse ledere. Den anden gruppe omfatter lærde, forskere, filosoffer og kunstnere; intellektuelle, som tror på at løse problemer gennem fornuften og ved brug af diplomati. I de unge år, tilbringer alle Avariel tid fordybet i begge kulturer, en fordybelse som kan vare mere end et årti, så uanset hvilken samfundsgruppe de selv stammer fra og tilhører, har Avariel en forståelse for den anden gruppes funktioner.

### Drow
Mørkelvere (Ssri'Tel'Quessir), også kendt som drow eller dark elves, er en mørklødet underart af elvere, der overvejende bor i Underdark. De er normalt onde af natur, men med undtagelser som f.eks. Drizzt Do'Urden. Racen er en smule mindre end de andre underracer af elvere, og har i lighed med andre Underdark-skabninger en høj modstandskraft mod magi. Drow har obsidianfarvet hud og håret er bleggult eller gyldent, sølvfarvet eller hvidt, hvor sidstnævnte er langt det mest almindelige. Hårstilen er langt hår, ofte dekoreret med smykker af ædelmetaller og andet tilbehør. Øjnene er glødende røde, lavendelfarvede eller blå. Drow samfundet er matriarkalsk, militaristisk og stærkt påvirket af religion; edderkoppe-gudinden Lolth i særdeleshed. De lever i bystater i enorme underjordiske huler som styres af magtfulde af familier, også kaldet huse. Bystaterne er i evig strid og kamp med hinanden og familiernes magt ændrer sig over tid, selvom magten i toppen normalt er nogenlunde stabil. Hvis mændene i samfundet skal gøre sig nogle forhåbninger om en magtposition, må de ofte ty til metoder der er lige så forræderiske og grusomme som de regerende kvinders metoder. En af mulighederne er at vinde den eftertragtede plads som mage til en stærk Matron Mother (forstanderinde, overhovede af et hus). Slaveri spiller en stor rolle i mørkelvernes samfund, og et hus har som regel to eller flere slaver for hvert medlem. Alt ufaglært arbejde i drow-byerne udføres af slaver.

### Moon elf
Måneelvere (Teu'Tel'Quessir), også kendt som "sølv-elvere", er de mest almindelige af alle elvere. De er mere tolerante overfor andre racer end andre elvere er, lever ofte blandt dem og måneelvere er forældre til de fleste halvelvere. I Faerûn, kan måneelvere findes i de fleste større byer.
Måneelveres hud er bleg, med en svag blålig nuance. Håret er almindeligvis sort, sølvhvidt, eller blåt, skønt hårfarver som dem menneskene har ikke er unormale. Øjenfarven er, som de fleste andre elvere, almindeligvis grøn, selvom blå også nogle gange forekommer, men måneelveres iris adskiller sig ved at være spættet med gyldne pletter. Måneelvere går normalt enkelt klædt, med tøj i dæmpede jordfarver, men ved festlige lejligheder skrues der op for farverne, jo kraftigere jo bedre. De ynder at pynte sig med perler og sirlige smykker, flettet hår, og kropsmaling (eller tatoveringer) i mystiske mønstre. Mandlige måneelvere er typisk højere og kraftigere end kvinderne. Af alle elver-racerne er måneelverne de mest impulsive, med en stærk modvilje mod magelighed og isolation. De længes efter landevejen, selve rejsen, og at udforske den utæmmede vildmark. Denne udadvendte kvalitet er en del af grunden til, at måneelverne kommer godt ud af det med andre racer; de er kommet til den konklusion, at andre racer ikke nødvendigvis er så tåbelige eller uduelige som elvere almindeligvis tror. Snarere end at føle at sig svækket ved et samspil med andre racer, opfatter de fleste måneelvere det som den bedste måde at sprede elvernes værdier og dermed styrke deres kultur i verden. Det gælder for dem især ved interaktion med mennesker.

### Sea elf
Havelvere (Alu'Tel'Quessir), også kendt som aquatic elves eller "vand-elvere", lever under havet eller i større ferskvandssøer, herunder Sea of Fallen Stars. De ses sjældent, men det skyldes at de fleste ikke bevæger sig under vandet som jo er deres element. Havelvere er civiliserede og godhjertede væsner der ikke er så tilbagetrukne i deres livsførelse som flere af de andre elverarter. De er højere end mennesker, 6 fod eller mere, med lange stærke lemmer. De har svømmehud mellem fingrene og gæller. Havelvere i The Great Sea, har skinnende mørkegrøn hud med tynde brune striber og pletter, hvorimod dem der lever i Sea of Fallen Stars er varierende nuancer af blå med hvide striber og pletter. Øjnene hos havelverne kan have de samme farver som sol-, måne- og vildelverne. Hvis de klæder sig i noget overhovedet, bruger de undersøiske planter i forskellige farver, dog har nogle havelvere lært at lave rustninger af hajskind.
Havelverne bygger store smukke byer og er organiseret i feudale samfund, men med en løs struktur, hvor de først og fremmest lever i små grupper. Indenfor gruppen deles man om alt og kender ikke til "dit og mit", men ve den der stjæler fra havelverne! En del havelvere lever dog ikke i byer, men på evig vandring som nomader i de store oceaner. Havelvere kan læse og skrive, men selvom der er magikere i blandt dem, har de ikke nogen stor interesse for elvermagi; færdigheder indenfor jagt og kamp med trefork, spyd og net værdsættes meget mere. De fleste havelvere kan klare sig udenfor vandet i en dags tid, herefter risikere de at dø.

### Sun elf
Solelvere (Ar'Tel'Quessir) er de mest kultiverede blandt elverne og er undertiden kendt som "højelvere" på grund af deres ofte stereotype elitære væremåde. De betragtes som elverfolkets adel og forsøger at være gode rollemodeller for andre elvere og repræsentere hele elverfolket, men for andre, selv elvere, fremstår de ufrivilligt som arrogante og nedladende.
Der er kun ganske få tilbage i Faerûn, hovedsageligt i Evereska, elvernes højborg i Western Heartlands, de fleste solelvere lever nu i Evermeet.
Solelvere bliver også kaldt "guldelvere" på grund af deres bronzefarvede hud. Deres hårfarver er som oftest sort, mens kobber og gyldenblond også er udbredte, men mere ualmindelige. De har ligesom andre elvere typisk grønne øjne, selvom gyldne hos dem også er almindeligt, ofte med en flydende overgang i farverne. Desuden er sølv, sort, hassel og kobber nuancer også set. Solelvere er nogenlunde lige så høje som mennesker, og ligesom deres måneelver slægtninge, er den mandlige solelver typisk en del højere og tungere end kvinderne. De ankom til Abeir-Toril omkring samme tid som måneelverne, hvilket placerer dem blandt de sidste elvere til at vise sig for verden. Selvom de i dag er langt mindre talrige end måneelverne, spredte solelverne sig dengang hurtigere i den nye verden og grundlagde nationerne Aryvandaar og Othreier.

### Wild elf
Vildelvere (Sy'Tel'Quessir), eller "grønne elvere", er vilde og ustyrlige af natur og findes kun i de dybeste skove og mest utilgængelige bjerge, junglerne Chondalwood og Amtar har været deres hjem i tusindvis af år. Her holder de sig for sig selv og lever i tæt pagt med naturen. Vildelverne er gået meget længere end andre elvere i deres afvisning af civilisationen og studerer ikke længere bøger. De lever yderst primitivt og har glemt mange af de almindelige elverfærdigheder, i stedet har de tilegnet sig nye.
Vildelvere er kraftigere bygget end andre elvere og de har et hidsigt temperament, hvis de bliver provokeret. Deres hud er mørkebrun, håret sort til lysebrunt. De ynder at pynte deres krop med farver, tatoveringer, fjer og perler, og bærer kun et minimum af tøj. Vildelvere er meget mistroiske overfor fremmede i deres skove, men dræber sjældent. I stedet tager de uønskede og fjender tilfange, ændrer deres hukommelse med magi, hvorefter de slipper dem løs igen langt væk.

### Wood elf
Skovelvere (Or'Tel'Quessir) holder sig, som navnet antyder, mest til skovene, og kan findes i de fleste gamle store skove i Faerûn. De holder sig på afstand af civilisationen og alle andre menneskelignende racer, og selvom de er forholdsvist talrige, ses de kun sjældent.
Skovelevere er også kendt som "kobber-elvere" på grund af deres kobberfarvede hud. Deres øjenfarve er grøn, brun eller nøddebrun. Skovelveres hår er normalt sort eller brunt, dog eksisterer nuancer såsom blond eller kobberrød også. Skovelvere har en tendens til at klæde sig i enkelt tøj, som det månenelvere bærer, men med færre pangfarver og flere jordfarver, for at få dem til at gå i ét med deres naturlige omgivelser. En ofte barsk og naturalistisk livsstil har gjort dem vant til at bære læderrustning, også selv når de ikke er under nogen umiddelbar trussel. Skovelvere er nogenlunde identiske med andre elvere i højde og drøjde, hvor mandlige elvere er større end kvinderne. Sammenlignet med andre elvere har skovelvere en bemærkelsesværdig mangel på interesse for den magiske kunst. For en skovelver, er en troldmands magi ikke anderledes end en borgs mure eller en bondes plov; de er alle en metode til at kontrollere den naturlige verden, og de strider alle mod ønsket om at leve i harmoni med naturen i stedet for at forsøge at dominere den; et princip og en drøm de fleste skovelvere higer efter.

## Gnom
Gnomer (Gnome, Gnomes), eller det glemte folk som de undertiden kaldes, er små humanoide skabninger kendt for deres nysgerrighed, tekniske dygtighed og excentriske sans for humor. De har ikke nogen stor, åbenlys indflydelse på verdens gang, og bliver derfor ofte overset, men påvirker derimod verden i det små eller usynlige med deres listighed og affinitet for illusions magi. Gnomer er godt halvt så store som mennesker, men mindre end halvlange. Men mens halvlange almindeligvis ligner små mennesker, er gnomer mere at sammenligne med elvere - med hvem de deler de spidse ører og høje kindben - og dværge - med deres tendens til at gro skæg og leve under jorden. Gnomer har en meget lang levetid, og lever ofte lige så længe som elvere, hvilket vil sige at mere end tre århundreder ikke er ualmindeligt og fem århundreder ikke umuligt. Generelt når gnomer modenhed i fyrreårs alderen, men udviser i modsætning til elvere en større grad af aldring. Efter en gnom har passeret sit første århundrede, begynder deres hår at blive gråt og huden begynder at rynke, som hos mennesker og dværge. Selv de ældste gnomer bevarer dog en vitalitet, der ville være overordentlig usædvanlig blandt mange af de yngre racer. (se også gnom)
I Forgotten Realms er gnomer temmelig sjældne og de fleste lever i Underdark, ofte tæt på dværge som de opretholder gode relationer til. Der findes tre slags gnomer i Toril; svirfneblin (deep gnomes), klippe gnomer (rock gnomes) og skov gnomer (forest gnomes). De to første bosætter sig i små samfund under jorden, mens skov gnomerne selvsagt har skoven som sit hjem. Den mest udbredte type er klippe gnomer og de er også de mest imødekommende og udadvendte, selvom også de er både sky og isolationistiske. De holder typisk kæledyr som muldvarp, grævling eller væsel. Deep gnomes bliver kun cirka halvt så gamle som andre gnomer og er fuldt udvoksede allerede som 20 årige, modsat 40 år for andre gnomer. Skov gnomerne er klart mindre end andre gnomer, med en gennemsnitlig højde på kun lidt over 60 cm.

## Halvlange
Halvlange (halvling, Halfling, og nogle gange Hobbit) er menneskelignende væsner, omkring halvt så store som mennesker, som halvlinge kalder "det store folk". Gennemsnitshøjden er 94,5–128 cm og de vejer 34–39 kg. På mange måder ligner halvlinge små mennesker og har som regel de samme proportioner (hovedstørrelse osv.) som et typisk voksent menneske. De fleste halvlinge har mørkt hår og øjne, og har en rødmosset hudtone uanset deres hudfarve, som kan være lige så forskellig som menneskers. Næsten alle mandlige halvlinge er ude af stand til at anlægge et større skæg, dog har mange lange bakkenbarter. Deres frisurer er ofte komplekse; flettet og vævet sammen med tråde. Halvlinge har en livslængde sammenlignes med, men lidt længere end menneskers. En halvling er typisk betragtet som en voksen i starten af tyverne og nogle lever til at blive 150.

## Menneske
Mennesker (Humans) i Forgotten Realms er stort set som de er i den virkelige verden, med ligeså varierende udseende og kultur.
Menneskeracen rummer mange etniciteter i Forgotten Realms, men i Faerûn dominerer de syv hovedgrupper Calishit, Chondathan, Damaran, Illuskan, Mulan, Rashemi, and Tethyrian. På det afsides kontinent Maztica, er Payit, Maztican, Hundefolket (Dog People) og Det Grønne Folk (Green Folk) de mest udbredte.

## Blandingsracer
I Dungeons & Dragons kan elvere og orker få børn med mennesker. Disse børn betegnes som halv-elevere og halv-orker og har nogle særlige karakteristika. Der findes også andre eksempler på blandingsracer, men de er sjældent tilgængelige son spilkarakterer. Med D&D 3.5e fra 2003, og især D&D 4e fra 2008, kom der flere blandingsracer til, heriblandt planetouched, halvdrager og bloodlines.

### Halvelver
Halvelver (half-elf) defineres normalt som et humanoidt væsen født ved foreningen af en elver og et menneske. De er betydeligt mere udholdende og lidenskabelige end både elvere og mennesker, men føler sig ofte isolerede, alene, og uden for fællesskabet, uanset om de er vokset op blandt mennesker eller elvere. Da det tager halv-elvere omkring 20 år at nå voksenalderen, modnes de relativt hurtigt i forhold til elvere, så elvere syntes ofte at halv-elvere ligner mennesker. Halvelvere modnes dog i et langsommere tempo end mennesker og kan leve i over 180 år. Gennemsnitshøjden er omkring 168–189 cm, hvilket generelt set gør halv-elvere større end elevere og kun lidt kortere end mennesker. Vægten er normalt 59–86 kg, hvilket gør halvelvere tungere end elvere, men væsentligt lettere end mennesker.
Halvelveres ører er på størrelse med menneskers, men har ligesom elveres spidse ender. Som mennesker, kan halvelvere have et bredt udvalg af hudfarver, men nogle træk er nedarvet fra deres elver ophav, såsom en tendens til metallisk hudtone og elveragtige hårfarver, herunder sølvhvid, kobber og bleggult. I modsætning til fuldblodselvere, kan mandlige halvelvere gro skæg og gør det ofte for at adskille sig fra sin elverafstamning. De benytter normalt stilen og frisurer fra den kultur hvori de er opvokset, dog er det ret almindeligt for halvelvere der rejser blandt mennesker at bære elvertøj for at vise stolthed over deres dobbelte ophav.
Crinti (eller Crintri) er en særlig slags halvelvere i Forgotten Realms universet. De er halv-drow og altså en blanding af drow elvere og mennesker, men ulig andre halvelvere, kan Crintis elver-ophav være meget fjernt, de betragtes stadig som del af Crinti-folket. Crinti, eller Shadow Amazons som de også kaldes, lever i det tropiske land Dambrath i Shining South, hvor de har organiseret sig i et matriarkalsk kriger-samfund, i stil med det som kendes fra de underjordiske drow elvere.

### Halvork
Halvorker (half-orcs) er humanoide væsner, som er af både menneskelig og orkisk afstamning. Kombinationen af orkernes fysiske styrke og menneskers smidighed, kan gøre halvorker til formidable individer. De bliver ofte undgået i både menneskers og orkers samfund, om end af forskellige grunde. Gennemsnitshøjden er 180–195 cm og vægten 70–102 kg, hvilket generelt set gør dem lidt højere og kraftigere end mennesker. De fleste halvorker har grålig hud, ører på størrelse med menneskers, men med spidse ender som hos orker, en fremskudt underkæbe med fremtrædende spidse hjørnetænder, dog betydeligt mindre end en fuldblods-orks hugtænder, og en skrånende pande. Halvorker har en kortere livslængde end mennesker og når modenhed lidt tidligere, de lever sjældent længere end 75 år. I de fleste kulturer oplever halvorker fordomme imod dem. Mennesker ser ofte ned på dem som simple bøller, og blandt orker bliver halvorker somme tider set ned på som svagere skabninger, på trods af at de har en tendens til at klare sig bedre. De fleste orker erkender kun modstræbende overlegenheden af en halvorks intellekt samt deres tilsvarende styrke. På grund af det, er det ikke helt usædvanligt for en halvork at stige til en magtfuld position blandt orker indenfor hans eller hendes stamme.

### Planetouched
En planetouched betegner skabninger der i familie med en såkaldt outsider, væsner der normalt eksisterer i en anden dimension. Eksempler på outsiders er guder, dæmoner, djævle og væsner fra elementarplanerne. Planetouched har arvet nogle af outsiderens egenskaber, og de varierer i karakter og styrke alt efter hvilken type outsider der er tale om og hvor mange slægtsled skabningen er fra outsideren.
I Toril var planetouched tidligere fåtallige og nogle man kun sjældent stødte på, men efter Spellplague blev de såkaldte aasimar, genasi og tieflings mere almindelige rundt omkring i Faerûn. Der findes mange slags planetouched i Forgotten Realms end de tre typer, heriblandt Fey'ri, Tanarukk, Azerblood, D'hin'ni og Mur-zhagul, men de er alle meget sjældne, også efter Spellplague. I Forgotten Realms, har Guder indimellem parret sig med dødelige racer. Spilserien Baldur's Gate handler blandt andet om guden Bhaals børn.

#### Aasimar
Aasimar er mennesker der et sted i deres slægtstræ er de blevet tilført et strejf af de himmelske dimensioner, oftest gennem nedstigning af engle og andre gode skabninger, der kan producere afkom med mennesker. Deres modsætning er Tiefling. Hvor de fleste aasimar straks bliver identificeret som sådanne, kan andre ikke skelnes så godt, måske endda dårligere end tieflings, fordi aasimar'ene ofte kun har ét specielt og specifikt karakteristika som adskiller dem fra almindelige mennesker. Særlige kendetegn som er svære at opdage ved første øjekast, kan være pupilløse grå, bleg-hvide eller gyldne øjne, eller fjer imellem deres sølvhår. Ordet Aasimar stammer fra det mulhorandiske ord for "engel" og de kendes også som Deva'er.
I Forgotten Realms kom Aasimar'erne til verden for fire tusinde år siden, da slavefolket Mulan bad til deres guder om at sende himmelsk hjælp, og gudernes engle har inkarneret sig regelmæssigt blandt mulan folket lige siden. Da Spellplague ødelagde rigerne Mulhorand og Unther, blev deva'erne forløst fra deres himmelske tjeneste og udvandrede herfra for at søge lykken og livet andre steder. Fra 1479 DR kan deva'er findes overalt i Faerûn, men de er ikke talrige og lever som regel adskilt fra andre deva'er. I landene Durpar, Thesk og Murghôm støder man oftere på deva'er end ellers.

#### Genasi
Genasi er planetouched i familie med forskellige væsner fra elementarplanerne for ild, jord, vand eller luft og de er unikke for Forgotten Realm. Ikke to genasi er ens; nogle ligner almindelige mennesker til forveksling, mens andre har meget tydelige kendetegn fra deres særlige element. Alle genasi har dog en menneskelig statur, men er stærkere end almindelige mennesker. Genasi har nedarvede magiske kræfter, knyttet til deres element og kan tolerere deres element i varierende grad. De fleste føler sig overlegne, prøver sjældent at skjule deres arv, og kan virke arrogante over for andre racer. Dele af genasi's personlighed er på en eller anden måde knyttet til deres element; ild-genasi kan have et brændende temperament, jord-geneasi kan være tunge og sløve, mens luft-genasi kan være meget ukonkrete og flygtige i deres fokus. Alle er dog ambitiøse af natur og elsker at konkurrere. Genasi betragtes som regel med mistro af de andre racer i Toril.
Da Spellplague trak planet Elemental Chaos tættere på Toril, kom der flere genasi til. De var førhen meget sjældne, men fra 1479 DR findes genasi de fleste steder i Toril, dog er de særligt talrige i Calimshan, Akanûl, og det afsides kontinent Returned Abeir langt ude i havet Trackless Sea. Akanûl blev bragt til Toril fra Abeir og ligger ved Vilhon Reach, dér hvor landet Chondath førhen lå. Efter 1479 DR, er genasi så almindelige, at de er mulige at vælge som spilkarakterer, forudsat det passer ind i den pågældende rollespilskampagne og kan godkendes af Dungeon Masteren.

#### Tiefling
Djævlinge (Tieflings) er mennesker der et sted i deres familietræ er de blevet tilført et strejf af de djævelske dimensioner, oftest gennem nedstigning fra djævle, dæmoner, onde guder og andre der kan producere afkom med mennesker. Deres modsætning er Aasimar. Selv om djævlinge har onde forfædre, er djævlinge ikke disponeret for det onde og kan være lige så varierede som mennesker. Mens nogle ser ud som mennesker, stammer de fleste fysiske træk dog fra deres djævelske forfader, hvoraf de mest almindelige er horn, hale og spidse tænder. Nogle djævlinge har sorte, røde, hvide, sølv eller guld farvede øjne uden pupiller, mens andre har øjne der ligner menneskers. De modnes nogenlunde ens med mennesker og bliver lige så gamle. Efter Asmodeus' apoteose nedstammer alle djævlinge på Toril fra ham og har et djævelsk udseende. Før hans ophøjelse til guddom, kunne det infernalske blod fortyndes gennem slægtsled, men nu producerer foreningen mellem en djævling og en anden race altid et djævlinge barn.
Tieflings har levet i Toril i årtusinder, men man stødte sjældent på dem, da de både var fåtallige og levede skjult. Da Spellplague vendte op og ned på Torils geografi og eliminerede rigerne Mulhorand, Unther og Thay i øst, drog mange tieflings ud herfra for at bosætte sig rundt omkring i Faerûn og fra 1479 DR kan de findes de fleste steder. De tieflings der blev tilbage i Mulhorand, Unther og de østlige egne af Faerûn dyrker som hovedregel de mørke, onde djævelske kræfter som har plettet deres sjæle, hvorimod de udvandrende tieflings som hovedregel forsøger at vende ondskaben ryggen og tage de nye moralske og etiske værdier til sig i de nye lande de har valgt at bosætte sig i.

## Andre væsner
Udover de væsner der almindeligvis er tilgængelige som spilkarakterer, er Toril befolket af mange, mange andre fantastiske skabninger. De er dog sjældent ligeså talrige og udbredte, men enkelte har en større betydning for Faerûns udvikling og historie. I det følgende er de vigtigste af disse væsner beskrevet kort.
Nogle D&D og Forgotten Realms udgivelser åbner mulighed for at fabeldyrerne kan fungere som NPC'er eller spilkarakterer, men det er op til Dungeon Master'en at vurdere om det er en mulighed i den enkelte kampagne.

### Aarakocra
Aarakocra er et intelligent fugle-lignenede folk som lever i bjergrige egne. De er godt fem fod høje, men med et vingespand på hele 20 fod, og de tilbringer det meste af deres liv i luften hvor de svæver på vindene. Aarakocra betragtes som voksne fra femårsalderen, men de kan leve ligeså længe som mennesker. De er oprindeligt fra kontinentet Maztica, men bosatte sig i Faerûn i år 418 DR. Aarakocra holder sig på afstand til alle andre racer, dog har de en forkærlighed for elvere og deres naturlige fjender er orker, gobliner og lizardfolk.

### Dragonborn
I Forgotten Realms, kom dragonborn først til Toril i 1470'erne da Spellplague havde ændret Torils geografi. De findes fortrinsvist i landet Tymanther, dér hvor nationen Unther lå før i tiden, og i det helt nye kontinent Returned Abeir vest for Faerûn langt ude i oceanet Trackless Sea.

### Goblinoid
Goblinoider (goblinoids) betegner en gruppe af goblin-agtige væsner og i Faerûn, inkluderer det ægte goblins, hobgoblins, bugbears og Dekanter goblins. Goblinoider lever i større klaner, som ofte ledes af nogle få bugbears eller hobgoblins, mens resten er almindelige goblins som er de letteste at dominere. Klaner bestående af bugbears eller hobgoblins alene er et sjældent syn i Faerûn, da de bekæmpes indædt af alle civiliserede samfund. Alle typer goblins, med undtagelse af Dekanter goblins, er småt begavede, men da de er både stærke og behændige kan større grupper sagtens udgøre en stor fare. Goblin klanerne lever af at plyndre og stjæle, men kun hvis de fornemmer de er stærke nok, ellers holder de sig væk. Goblinoider er fuldt udvoksede omkring 10-års alderen og har potentielt samme livslængde som halv-orker, men da de er en aggressiv og voldelig race, dør de fleste en brutal død inden de bliver 40 år gamle.
Goblins, hobgoblins og bugbears i Forgotten Realms har samme karakteristika som de oprindelige monstre fra D&D's grundregler.
- Dekanter goblin. Dekanter goblins er unikke for Forgotten Realms og er først for nylig kommet til Toril. De blev skabt i Dekanter minerne af Alhoon, en ondsindet Illithid, og de er kun lidt højere end almindelige goblins, omkring 4-5 fod. De adskiller sig dog betydeligt ved at have store næsehorn og kraftige sorte manker og så er de meget stærkere. Deres hud er orange-rød, tyk og sej og de er skabt til kamp. Dekanter goblins er de mest snu af goblinoiderne, men også de mest aggressive og kampvillige. Denne særlige art goblin har spredt sig lidt fra hjemstavnen Dekanter, men de er dog ret sjældne.[2]

### Kentaur
Kentaurer (Centaurs) er halvt elver, halvt hest; overkroppen er muskuløs og humanoid, men fra livet og ned har de heste-krop med fire ben og hove. De er ærværdige, venlige og sociale væsner som ikke går af vejen for at mænge sig med andre racer, men de ynder at opholde sig i Faerûns skove, hvor de lever harmoniske, lykkelige, men korte liv i mindre stammesamfund. Kentaurer er voksne som fem-årige og bliver sjældent mere end 40 år gamle. De ser sig selv som skovenes vogtere og føler sig ansvarlige for at beskytte dem og de væsner som bor der. Opdager de at nogen ødelægger skoven, eller bliver de angrebet uforvarende, vil de som regel forsøge at give en advarsel eller tale de indtrængende til fornuft, de er dog ikke blege for at angribe fjender nådesløst.
Kentaurer stoler generelt ikke på mennesker og dværge, men handler gerne med elvere, og de værdsætter elvernes mad og vin. Måske især vinen; i hvert fald er kentaurer notoriske for deres drukkenskab. Da de afskyr vittigheder om heste, kan det nogle gange udvikle sig lidt dramatisk, hvis de bliver fulde i selskab med andre racer. De fleste kentaurer har dårlige erfaringer med orker, goblinoider og kobolds, og de vil ofte angribe disse monstre uden varsel hvis de opdager dem i deres skov.

### Lizardfolk
Øglefolk (lizardfolk eller lizardmen) er humanoide firben med øglekrop og tre til fire fod lange, muskuløse haler. De går oprejst på to ben og bliver op til 6-7 fod høje. Kroppen er dækket af skæl i mørkegrønne til grå-brune nuancer og skællene giver dem en naturlig beskyttelse. De er stærke og udholdende og gode svømmere. Lizardfolk bor primitivt i fugtige, sumpede områder overalt i Faerûn, og her lever de i flokke på typisk 150 individer. Flokkene ledes af den stærkeste og udvises der svaghed, vil hans position blive udfordret. Lizardfolk holder sig for det meste for sig selv, da de foragter civilisationen og ser sig selv som Faerûns oprindelige, og i deres øjne bedste, race. At racen er meget gammel er rigtig nok, den blev skabt af de legendariske Sarrukh i tidernes morgen som ét af tre store folk blandt The Scaled Ones. Udenfor lejrene bevæger Lizardfolk sig i grupper på to til tre og kun sjældent alene. De er dygtige jægere, kan se i mørke, og har god forstand på at sætte fælder, men mangler de bytte, plyndrer de de nærmeste bosættelser. Lizardfolk er altædende, men foretrækker kød og især menneskekød som de finder særligt lækkert. Når én af dem dør, bliver han spist af de andre fra stammen i et kannibalistisk ritual. Lizardfolk er ikke onde, men har en dyrisk og vild natur og er i høj grad styret af deres sult og behov for føde. De taler Draconian, eller "dragesprog", mens de mere begavede i nogle tilfælde lærer sig Common.
Øglefolkets største rige i Faerûn er i dag kongeriget Kethid. Det ligger i den tropiske sump Rethild øst for Halruaa. I det vilde Western Heartlands, i det store område omkring Marsh of Chelimber, Serpent Hills og Forest of Wyrms som øglefolket kalder Najara, har spredte stammer samlet sig i det løst organiserede kongerige Kalran. Øglefolkene her er mere menneskelignende end normalt.

### Lykantroper
Lykantroper (Lycanthropes) er ikke en egentlig race som sådan, men betegner skabninger som ved fuldmåne skifter form til en dyrekrop. Den mest velkendte form for lykantropi er nok varulven, men der kan være tale om mange andre rovdyr, herunder tiger, flagermus eller bjørn. Under transformationen, bevarer kroppen sin størrelse, men psyken ændres radikalt og dyrenes instinkter tager over. Først ved solopgang vender den lykantrope tilbage til sit oprindelige selv og sin oprindelige krop, men kan da ikke huske noget fra dyretilstanden. Lykantropi betragtes ofte som en forfærdelig forbandelse eller skrækkelig sygdom, for dem som lider af det kan ikke kontrollere transformationen med viljens kraft og i dyreformen kan de udgøre stor fare for deres omgivelser og sig selv. De fleste med lykantropi, har pådraget sig tilstanden efter et bid fra en ægte, eller naturlig, lykantrop. De naturlige lykantroper er født med det og for dem, er det knapt så lidelsesfuldt, mange betragter det endda ligefrem som en gave. Lykantroper er som regel mennesker, men alle humanoider kan i princippet pådrage sig lykantropi.
Lykantroper er frygtet, og med god grund, så derfor skjuler de naturlige lykantrope som regel deres tilstand for omverdenen. Lythari, elvere der fødes med ulve-lykantropi, er dog en undtagelse. De lever i mindre flokke i dybe skove og er dermed naturligt isolerede fra civilisationen. Måneelverne og skov elverne beundrer dem og frygter dem ikke; Lythari er nogle af de få lykantroper der ikke har onde og blodige hensigter.
Lykantroper og lykantropi har eksisteret i Faerûn siden tidernes morgen og nogle mener at det var guden Malar der bragte dem til verden. Det er temmelig sjældent, men det forlyder at der er kommet en ny slags lykantroper til Faerûn under de nuværende Time of Troubles.
En del af dem der regnes til de lykantrope, har en mildere form af sygdommen. De er såkaldte Shifters og antager visse dyretræk når de bliver vrede eller bange, de transformeres aldrig fuldt. Alligevel er det nok til at mange frygter dem og flere Shifters har forladt deres hjem, familie og venner for at leve alene i vildmarken.

## Drager
Før elverne kom til verden, og meget, meget længe før mennesket, regerede dragerne, en tid som kaldes Dagernes Tid (Time of Dragons). Elverne fordrev dragerne og førte krig mod dem for at rydde en plads til sig selv og i dag er dragerne få og sjældne. De fleste i Faerûn har nok hørt om drager, men aldrig set én. Selvom drager er sjældne i Toril, findes de stadig og dragerne der er beskrevet i D&D reglerne lever også her. Der lever endda drager som kun har hjemme i Forgotten Realms.
Langt fra alle drager er onde uhyrer som nyder at sprede død og ødelæggelse, der er mange slags, og stor forskel mellem dem. Visse af dragerne er ekstremt intelligente og meget vidende, mens andre er på niveau med de menneskelignende væsner, og atter andre er helt dyriske og lever kun på instinkter. De ægte drager er som regel meget kloge væsner og de kan blive ufatteligt gamle. De kan inddeles i to hovedgrupper: kromatiske drager og metalliske drager. De kromatiske drager har forskellige farver (sort, rød, blå, hvid, mv.), og er som hovedregel onde, mens de metalliske drager har metalliske skæl (bronze, kobber, sølv, guld, mv.), og som hovedregel er de gode væsner. I Forgotten Realms, kan de kromatiske drager få afkom med hinanden på tværs af farvearterne, hvilket giver nogle helt nye dragetyper. Udover det store spænd i moralsk orientering, har drager også en stor variation i deres personlighed, også indenfor hver underart. Drager er dog alle samlere af natur, nogle vil kalde dem griske, og så er de kendte for at være forfængelige og nærtagende væsner som elsker smiger.

### Stål drager
Stål drager (steel dragons) er unikke for Forgotten Realms. De er Lawful Neutral med Gode tendenser og utroligt intelligente. Som alle andre drager er stål drager meget sjældne i Faerûn, men der er det specielle ved dem, at de ynder at være i selskab med mennesker, og derfor slår de sig gerne ned i byer. Da de har evnen til at forandre form, er det dog som regel i menneskelig skikkelse at de bor og lever her og de kan tale alle de menneskelignende væsners sprog. I byen er de ofte centrum for større kulturelle og intellektuelle forsamlinger og de har en stor interesse for magi. Deres dragenatur holder de skjult og det kan give nogle praktiske problemer, f.eks. med hensyn til mad og føde. Ind imellem må de tage væk fra byen for at spise igennem og stille deres voldsomme drage-appetit. I drageform, er stål drager ret små blandt drager, "kun" 7-8 meter lange, og her tæller halen selvfølgelig ikke med, men de er ligeså stærke, robuste og formidable modstandere. Udover de store drabelige kløer og tænder, kan de udspy en giftig gas fra deres gab, men vil som regel foretrække at forsvare sig med magi.

## Monstre og uhyrer
Forgotten Realms, Toril og Faerûn befolkes også af de almindeligt kendte monstre og uhyrer fra Dungeouns & Dragons, herunder orker, ogre og trolde, men en hel del monstre er unikke for Forgotten Realms, hvoraf mange er beskrevet i "Monsters of Faerûn" fra 2001, mens andre introduceres i de mange udgivelser knyttet til Forgotten Realms geografi, kultur og historie.

### Giant
Kæmper (Giants) var i ældre tider langt mere talrige, men er i dag forsvundet fra det meste af Faerûn. Dem der er tilbage lever isolerede på øde steder, og kan virke fjendtlige, men i det arktiske Ice Spires, nord for Silver Marches, findes større samfund af kæmper, hvoraf nogle har sluttet pagt med menneskene dér.

### Illithid
Illithid, også kendt som mind flayers ("hjerneflænsere"), er onde og sadistiske humanoide væsener, men med et hoved som minder om en firearmet blæksprutte. De er især knyttet til Underdark, hvor de er frygtet for deres telepatiske evner og ses normalt ikke uden to eller flere slaver, mentalt bundet til hver enkelt Illithid. Illithid kan tale Deep Speech, også kendt som Undercommon, et sprog der tales af de fleste intelligente racer i Underdark, men de foretrækker telepatisk kommunikation og vil forsøge at mentalt dominere ethvert væsen de møder som endnu ikke er slave. Illithid bor i underjordiske by-samfund som varierer i størrelse fra 200 til 2.000 individer, idet der kun medregnes illithid, men med mange gange flere slaver. Et eksempel er byen Oryndoll, der har en samlet befolkning på 26.000, hvoraf illithid kun udgør 3.450 af det samlede antal. I kamp forsøger illithid at suge hjernen ud på sine ofre, hvilket normalt resulterer i døden, i hvert fald i de tilfælde hvor ofret kun har ét hoved. Det er ikke ualmindeligt, at finde en illithid slavehandler i drow-byerne i Underdark.

### Kir-lanan
Kir-lanan kom først til Faerûn i 1358 DR og der vides ikke meget konkret om deres baggrund. Dog er det tydeligt, at de er kommet for at dræbe alle religiøse og troende væsner, hvilket vil sige stort set alle, da guder og religion har en stor betydning i Toril. Nogle spekulerer om de er kommet fra en anden verden. Uanset Kir-lanans herkomst, har de haft succes med at angribe templer, præster og hellige steder, og de har spredt frygt blandt mange i Faerûn.
Med deres store flagermus vinger, små horn og skræmmende udseende, bliver Kir-lanan sommetider forvekslet med gargoyler, både dem af sten på bygninger og de rigtige monstre. Der er dog reelt set stor forskel. Kir-lanan udklækkes fra æg i redeområder på øde steder. De er udvoksede allerede efter et år og herfra rejser de omkring i grupper på to til fem og spreder død og ødelæggelse.

### Ogre
Ogrer (Ogres) i Forgotten Realms er ligesom Ogrer i de almindelige D&D regler. I Faerûn findes der dog også Merrows, en art af ogrene som lever under vandet ved kysterne. Her angriber de sagesløse, både over og under vandet, og spiser dem. Merrows har skæl, svømmehud mellem fingrene, og nogle har en kraftig, muskuløs fiskehale i stedet for ben. Mange af de øde, vilde kyster ved Moonsea plages af Merrows.

### Orc
Orker (Orcs) er en race af humanoide væsner med i alt tre undergrupper i Faerûn; bjerg orkerne i nord, de nomadiske og fanatisk religiøse grå orker i de østlige egne, og så de underjordiske orog som er helt ukendte for de fleste på overfladen. Selvom de tre typer er forskellige på flere punkter har de mange fællestræk, både fysisk og kulturelt. Orker kan få afkom med en del andre humanoider, heriblandt mennesker.
Alle orker lever i krigeriske stammer, hvor plyndring og aggression er helt centralt; det er dét de lever af og dét som holder stammen sammen. Orkstammer har en stærk patriarkalsk struktur, med evige interne kampe og en enevældig stærk leder som regerer brutalt og tyrannisk. Ork-hunner har som regel kun mulighed for at opnå en respektindgydende position i stammen som præster eller druider. Orker holder tit slaver, gerne gobliner eller kobolder, men også orker fra andre stammer. Dværge og elvere har alle orker et indædt, instinktivt had til og vil forsøge at dræbe dem hvis muligt. Orkernes stammer fører en evig krig imod hinanden og den civiliserede verden, som de mener har stjålet al land og alle ting fra orkerne.
Bjergorkerne i den nordlige del af Faerûn, er de mest almindelige og talrige. De er en smule større og kraftigere end mennesker, enkelte er næsten to og en halv meter høje. Som andre orker, er bjergorker beskidte og uhumske med grå hud, og de er som regel ikke helt så kloge som mennesker. Deres bestialske hoveder har store kraftige nakkemuskler, røde øjne, stødtænder og tryner. De har ulveører og en god hørelse. Håret er tykt og sort. Bjergorker kan se godt i mørke og fungerer bedst om natten. De er lysfølsomme og vil helst undgå situationer med skarpt dagslys. Bjergorkernes stammer varierer meget i størrelse, fra halvtreds til mange tusinde, men større stammer har en tendens til at gå i opløsning på grund af de evige interne stridigheder. I 1371 DR, lykkedes det dog ork-kongen Obould, som noget helt enestående og meget bemærkelsesværdigt, at samle flere lokale stammer under sig og etablere det lille ork-rige Kingdom of Many-Arrows i bjergene nordvest for Silver Marches. Bjergorker bruger krigsmaling til at signalere stamme og rang, og ar fra kamp bæres med stor stolthed. De foretrækker at kæmpe med store kampøkser, men er opportunister og kan bruge de fleste våben de stjæler. I store slag bygger bjergorker gerne krigsmaskiner (f.eks. katapult og ballista) og allierer sig med andre monstre såsom ogre, trolde og goblins.
Grå orker er ikke så talrige og almindelige som bjergorkerne i nord; de har gennem historien oplevet en hårdhændet nedkæmpelse og har været på randen af udslettelse. De lever som nomader, på evig vandring, i stammer med 30-50 individer, i regionen mellem Moonsea og Endless Wastes langt i øst. De er ikke så store og stærke som bjergorker, men finder primært deres styrke i en fanatisk dyrkelse af ork guden Gruumsh, og præsterne i deres stammer har stor indflydelse. Grå orker kan virke mere civiliserede, bærer ofte almindeligt tøj på kroppen, og har ikke tryner som bjergorker, men stødtænderne, ulveørerne og de kraftigt gule, orange eller røde øjne afslører dem hurtigt. Grå orker har tykke manker af strittende hår (grå eller sorte) på hovedet, skuldrene og ryggen. De har tilpasset sig dagslyset, og mistet deres mørkesyn, men grå orker vil stadig forsøge at undgå situationer med stærkt dagslys. Stammer af grå orker har ikke tendens til at erobre land og fange slaver, men de plyndrer og dræber hensynsløst hvis de kan komme til det, og er også er af den opfattelse at civilisationen har stjålet alt fra orkerne.
Orog orker har tilpasset sig Underdark og er de mest sejlivede og farlige af orkerne. Af udseende minder de om en stor bjergork, men deres ører er større, og øjnene er kæmpestore og blege. De er meget stærke, og mere intelligente end orker normalt er, og når de kommer i kontakt med andre orker, bliver de hurtigt ledere. Orog ser godt i mørket under jorden og undgår helst kraftigt lys som kan blænde dem. Ligesom dværgene har de lært at udvinde metaller og er gode til at smede. Orogs ses sjældent over jorden, men når de bevæger sig til overfladen er det som regel i de nordlige egne, særligt nord for Silver Marches, de dukker frem. (se også ork.)

### Troll
Trolde i Forhgotten Realms er ligesom trolde i D&D generelt set.
I Faerûn bor og jager skovtroldene i de fleste større skove, mens de enorme bjergtrolde er mest talrige i bjergene omkring Halruaa i syd. De marine Scrags findes blandt andet i Moonsea området.